# Africké království
Africké království (italsky Regno d'Africa, Regno normanno d'Africa) byl středověký státní celek v severní Africe a provincie jihoitalského Sicilského království Hautevillů ve 12. století. Hlavním městem byla Mahdia. V roce 1135 se sicilským Normanům pod vedením Rogera II., prvního normanského krále Sicílie, podařilo dobýt na Zirídovcích velkou část Ifríkíje (arabský název Afriky s centrem v současném Tunisku) a Tripolska, kde kdysi bývala římská provincie Africa a po jejím zániku království Vandalů v Africe. Z africké državy získával první sicilský král Roger II. zejména zlato pro ražbu vlastních mincí. Normanské državy v Africe přetrvaly jen do roku 1160, za panování sicilského krále Viléma I. byly dobyty expandující arabskou dynastií Almohadů.
| „                                      | Apulian a Kalábrijec, Sicilan i Afričan, ti všichni mi slouží. | “ |
| — rytina na meči Rogera II. Sicilského |                                                                |   |

## Normanská Afrika
Není přesně známo, co stálo za vpádem Normanů do Afriky (v letech 1146–1148). Důvody mohly být ekonomické (mezi Sicílií a Ifríkíjí putovalo nejen zboží, také zlato proudilo na Sicílii přes Ifríkíji) i náboženské (ve stejné době totiž probíhala druhá křížová výprava), avšak současníci Rogera II. Sicilského byli jednoznačně přesvědčeni, že je to dílo Rogerových vlastních ambic. Roger měl mnoho mocných nepřátel, skutečným nepřítelem byla Byzanc a trnem v oku byl i Benátkám. Římský císař Fridrich Barbarossa považoval Rogera za uzurpátora jižní Itálie a ovládnutí Afriky bylo považováno jen za další uzurpaci, nyní bývalé římské provincie. Hned na to se roku 1148 Roger pustil do války s Byzancí. Zemřel v roce 1154. Na uvolněný trůn nastoupil jeho syn Vilém I. a africkou provincii zmítala obava z vlny extremismu ze strany Almohadů. Muslimští poddaní samozřejmě upřednostňovali muslimskou nadvládu před křesťanskou. Roku 1156 vypuklo povstání ve Sfaxu (v současném Tunisku) a rychle se šířilo. Po jeho potlačení nebyly učiněny žádné další kroky. Zanedlouho roku 1159 udeřili na africké panství Almohadové, a jak postupovali směrem na východ, docházelo na mnoha místech k dalším organizovaným povstáním v jejich prospěch.

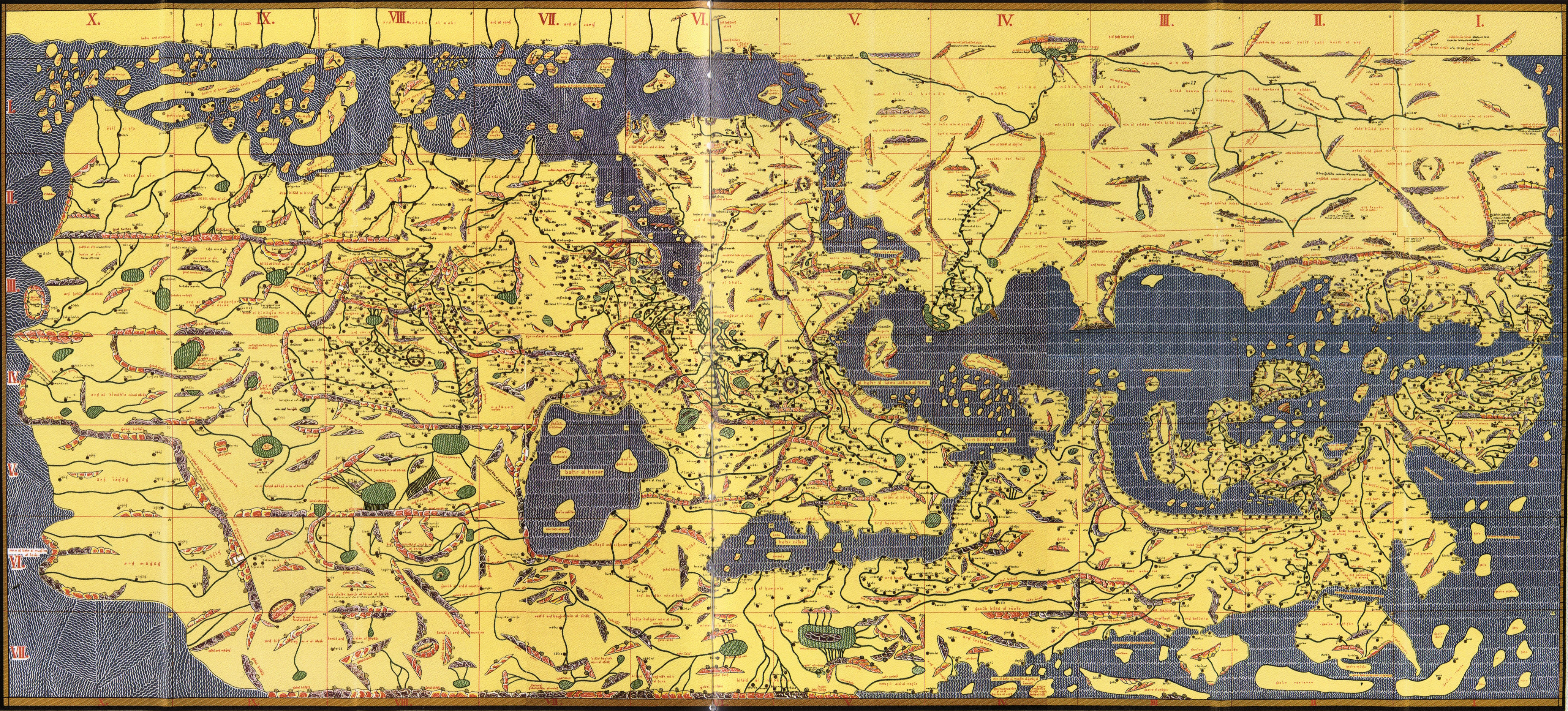
Historická Al-Idrísího mapa světa Tabula Rogeriana

Je pravděpodobné, že Sicilané opustili svou africkou provincii sami kvůli hrozbě, která se šířila královstvím ze západu. Teprve roku 1159 provedl admirál Petr mohutnou expediční výpravu se 160 loděmi proti Baleárským ostrovům, které byly v držení Saracénů. Se stejnou flotilou se pak Petr snažil osvobodit obléhanou Mahdii, avšak vrátil se zpět, aniž by došlo k bitvě. Petr neupadl v nemilost, ale naopak byl povýšen na komořího. Arabské zdroje uvádějí, že flotilu rozptýlila vichřice. Žádná další expedice k udržení křesťanské Mahdie nebyla vyslána. Město padlo 11. ledna 1160.

## Pozdější události
O obnovení afrického království se nikdo nepokusil. Ve 14. století proběhla křížová výprava zvaná mahdijská, při níž Francouzi neúspěšně obléhali Mahdii, toho času základnu pirátů, poté křižáci s nepořízenou odtáhli pryč.